# 承德橋 (臺北市)
承德橋，是臺北市一座橫跨基隆河的橋樑，以承德路命名，北接承德路四段，南接承德路三段。為劍潭、後港墘、士林等地與大龍峒、圓山往來之重要橋梁

## 歷史沿革
- 1974年，交通部臺灣區高速公路工程局徵收附近重慶國中與明倫國中（今明倫高中）的運動場外圍，並將敦煌路、承德路拓寬，同時開始興建承德橋。[1]
- 1979年以前，承德橋仍在興建中，當時的承德路僅至明倫國中為止，且不分段，門牌號碼高達上千號。隔著基隆河之對岸則為士林後港墘地區。
- 1979年10月30日，承德橋通車，連結圓山及後港墘地區。